# 艾丽查·奥若什科娃
艾丽查·奥若什科娃（又译艾丽查·奥热什科娃，波兰语：Eliza Orzeszkowa，1841年6月6日—1910年5月18日），波兰小说家，代表作《涅曼河畔》被认为是19世纪晚期波兰社会的全景画卷。

## 生平
艾丽查·奥若什科娃於1841年出生於涅曼河畔的格罗德诺（现属白俄罗斯，当时属于被沙皇俄国吞并的波兰立陶宛联邦地区）的一个乡村贵族家庭，曾在华沙寄宿学校学习，并和同在学校学习、后来和著名女诗人的瑪麗亞·科諾普尼茨卡（Konopnicka, Maria）成为好友。1858年1月21號，她与一波兰贵族出生的彼得·奥若什科(Piotr Orzeszko)结婚。1863年1月因立陶宛和波兰的青年反抗俄国长期的民族压迫和统治，爆发了一月起义。在起义中，她积极参加起义部队中通讯联络、筹办粮饷和缝制衣服的工作，并且藏匿起义领导人罗穆尔德·特罗哥特（Romuald Traugutt），並把他送到边境。她在这次起义中的行为使得她和保守、反对起义的丈夫产生了分歧。令人惊异的是起义失败后，她丈夫被流放到了西伯利亚，领地被沙皇政府没收，奥若什科娃到格罗德诺城中父亲的领地居住，开始接触城市生活，这成为她早期创作的主题。

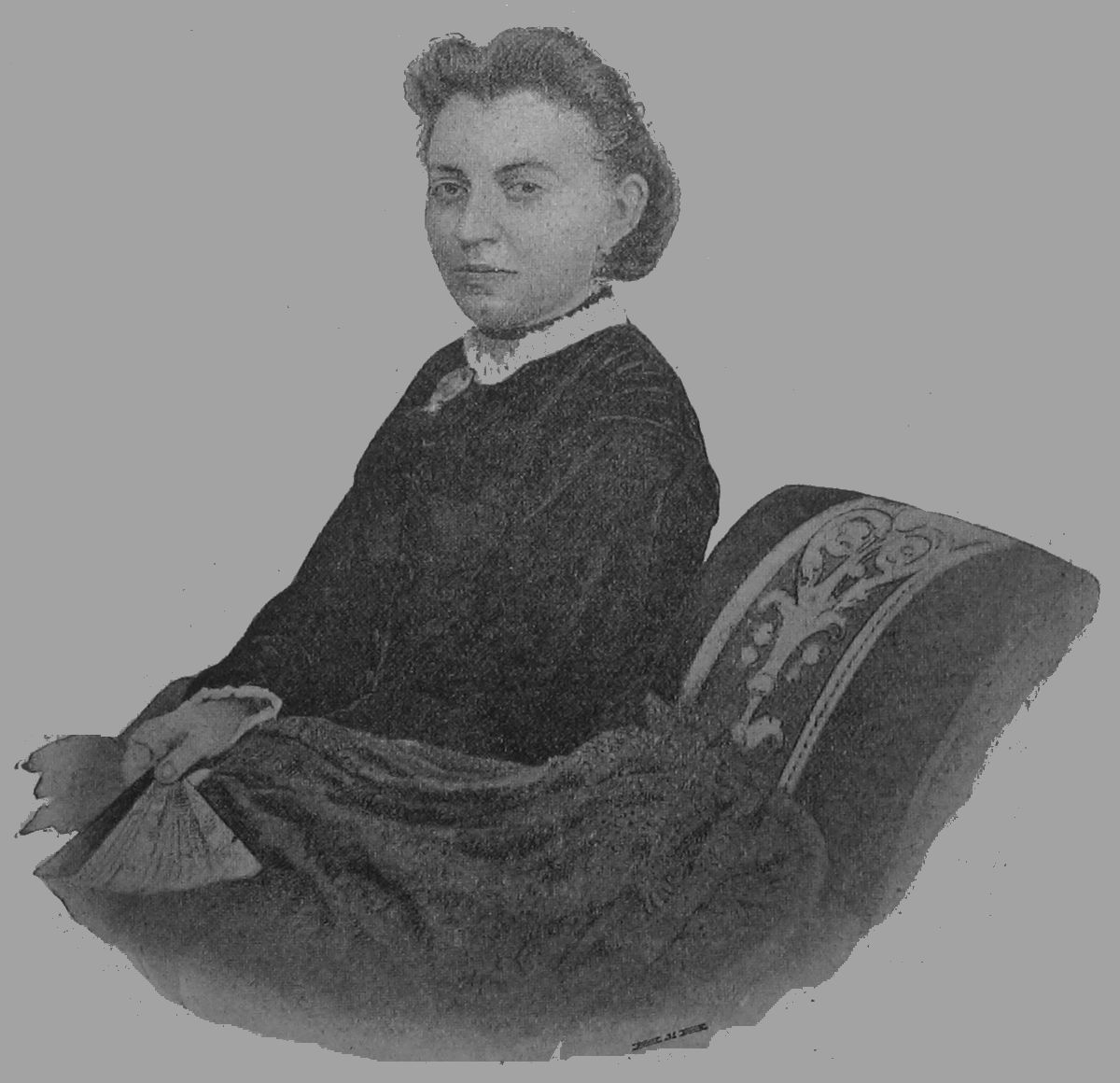
1867年时的奥若什科娃

19世纪60年代起，奥若什科娃开始文学创作。从60年代到70年代中期，她写了一些批判封建地主冷酷和同情人民苦难的作品。同时，与夏洛蒂·勃朗特和盖斯凯尔夫人类似，她以自我的经历和观察写了不少以妇女生活为题材的小说，以表现妇女群体在当时的社会中的悲惨命运，其中写於1872年的《马尔達》影响最大。这部作品写一个小贵族出身的妇女马尔达，在父亲和丈夫死后带着四岁的女孩出外谋生，处处碰壁，被迫进行盗窃，被警察追捕，最后死在马车轮下。19世紀70年代中期之後，奧若什科娃創作的主題轉向對處於波兰社会底层的犹太人的生活的关注上。1876年他写了长篇小说《艾里·马克沃尔》描绘犹太人和波兰贵族之间的关系。1878年的《梅伊尔·埃卓福维奇》获得了很大的好评，小说背景是一个犹太人居住的小镇，通过描写年轻的梅伊尔接受了新思维，试图反抗僵化的犹太戒律和保守无知的社会，但最终不得不被迫离开城镇，反映了当时开始流行的新思维和犹太人的生活之间的冲突。
19世紀80年代末期之後，奧若什科娃的作品開始從對現象的揭露和批判，過渡到更加關注人物的思想變化和道德倫理的分析上。其代表是以底層農村生活為題材的一組作品,包括《底層》（1884年）、《久爾濟一家》（1885年）、《涅曼河畔》（1887年）和《鄉下佬》（1888年），它們描寫沙俄農奴制長期統治下農村愚昧落後的狀況，反映了貧苦農民的悲慘命運。在其中尤以《涅曼河畔》最為突出。小說從1887年開始在華沙《插圖週刊》上連載，1888年在一月起義25週年紀念時成書，其傾向十分明顯，即通過此書回憶與反思一月起義，號召波蘭社會的改革，爭取民族獨立。正如她在給友人的信中說：「小說的情節的主線是1863年一月起義，書報檢查給創作帶來了困難，但是不以這為主線，則書中的一切就無法解釋清楚。”小說塑造了貴族地主別涅迪克特·科爾欽斯基一家，缺少土地的農民安哲里姆·包哈迪羅維奇和他侄兒揚一家，描繪了這些人物所處的社會環境和複雜的社會關係，特別是這些關係在1863年一月起義前後的變化, 反映了沙皇俄國統治下波蘭農村的各階層的面貌，如貴族階層的分化，有的背棄革命與改革，有的起義失敗後心灰出走，有的如小科爾欽斯基，則嚮往改革，試圖調和各階層關係，歌頌了以揚為代表的新一代農民的愛國主義。語言風格作者將敘事和抒情結合，很多描寫田園風光的段落都類似帶詩意的散文，被認為是繼承了《塔杜施先生》開創的詩意抒情式的傳統。

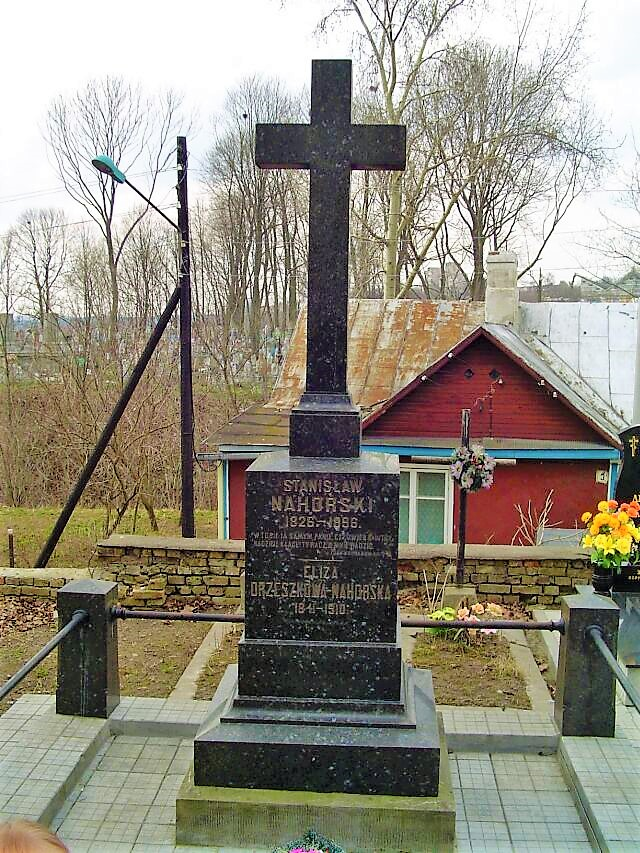
奥若什科娃在格罗德诺的墓

19世紀90年代以后，奥若什科娃进一步加深了对人内心的探索，作品中的宗教与神学成分开始增多，如长篇小说《阿尔戈英雄》（1899年）等作品。她在晚年写的短篇小说集《光荣属于被战胜者》（1910年）中，她又以回憶錄的形式，再现了一月起义的场面。

## 作品
- 《荒年》Obrazek z lat głodowych（1866），為其處女作
- 《格拉巴先生》（1869）
- 《最後的愛情》Ostatnia miłość（1869）
- 《在籠子裡》W klatce（1869）
- 《外省》 Na prowincji （1869）
- 《有德性者》Cnotliwi（1871）
- 《马尔达》Marta（1872）

中文又譯孤雁淚，人民文学出版社 施友松译 1959年为纪念波兰人民共和国建国15周年出版
上海文艺出版社 杨骅译 1986年
- 《艾里·马克沃尔》Eli Makower（1876）
- 《梅伊尔·埃卓福维奇》Meir Ezofowicz（1878）
- 《西里菲達》(1880)
- 《幽靈》Widma (1881)
- 《守墓人西爾維克》Sylwek Cmentarnik (1881)
- 《齊格蒙特·瓦維奇和他的同學們》Zygmunt Ławicz i jego koledzy (1881)
- 《原始人》Pierwotni (1883)
- 《不同的範圍》Z różnych sfer (1879-1892)
- 《底层》Niziny（1884）
- 《久尔济一家》Dziurdziowie（1885）
- 《涅曼河畔》Nad Niemnem（1887）

人民文学出版社 施友松译 1996年 编入该社丛书《世界文学名著文库》中
- 《乡下佬》Cham（1888）
- 《瓦茨瓦夫的日記》（1891)
- 《阿尔戈英雄》（1899)（中文本意译为：寻找金羊毛的人）

人民文学出版社 康嗣群 1986年
- 《光荣属于被战胜者》Gloria victis（1910)，為其最後一個作品